# Lazarivka, Kazanka
Lazarivka (în ucraineană Лазарівка) este un sat în așezarea urbană Kazanka din regiunea Mîkolaiiv, Ucraina.

## Demografie
Componența lingvistică a localității Lazarivka
     Ucraineană (91,11%)
     Rusă (8,89%)
Conform recensământului din 2001, majoritatea populației localității Lazarivka era vorbitoare de ucraineană (91,11%), existând în minoritate și vorbitori de rusă (8,89%).